# Sumuradem Timur
Sumuradem Timur is een bestuurslaag in het regentschap Indramayu van de provincie West-Java, Indonesië. Sumuradem Timur telt 6606 inwoners (volkstelling 2010).